# Голубева, Лидия Григорьевна
Голубева Лидия Григорьевна (род. 4 мая 1946 в Оренбурге) — мэр города — глава администрации города Великие Луки с 2004 по 2009 год.

## Биография
В возрасте двух лет переехала с родителями в город Великие Луки. По окончании девяти классов, Лидия Григорьевна работала слесарем-сборщиком завода. В 1963 году с золотой медалью окончила вечернюю школу. После чего, в 1968 году окончила Ленинградский институт инженеров железнодорожного транспорта. По распределению работала на Московской центральной станции связи Министерства путей сообщения СССР. В Великих Луках работала инженером-технологом, заместителем начальника электроаппаратного цеха локомотиворемонтного завода, старшим инженером-энергетиком, заместителем главного инженера аккумуляторного завода и исполнительным директором по эксплуатации.

## Политическая карьера
Трижды избиралась депутатом Великолукской городской думы в 1996, 1998, 2002 годах. Депутаты третьего созыва избрали её председателем Думы.
В 2004 году сменила на посту мэра Алексея Мигрова, и тем самым стала первой в истории Великих Лук женщиной, избранной мэром города.